# Boncourt
Boncourt je obec ve švýcarském kantonu Jura. Žije zde přibližně 1 200 obyvatel.

## Geografie

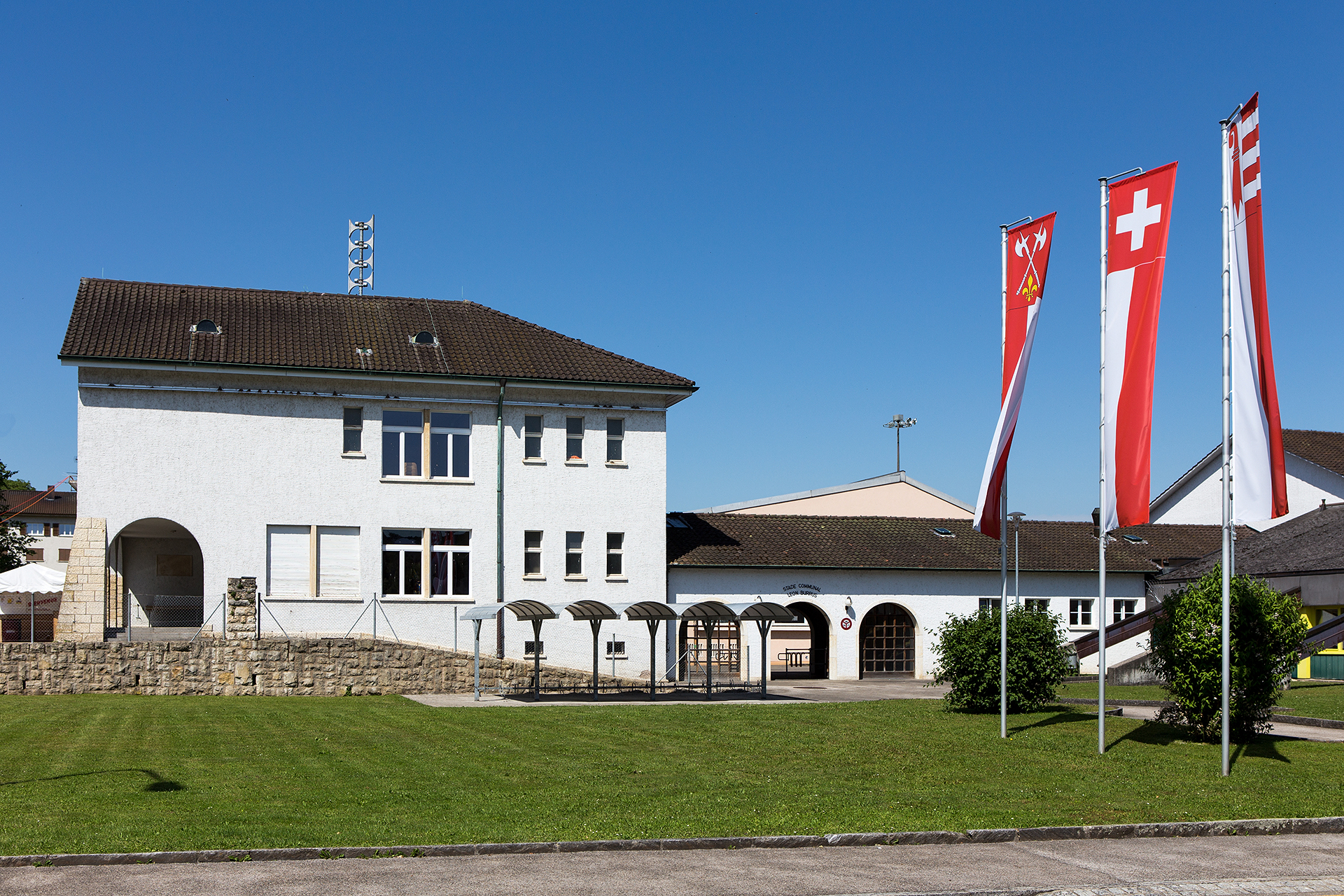
Škola

Boncourt leží v nadmořské výšce 373 m, vzdušnou čarou 10 km severoseverozápadně od okresního města Porrentruy. Obec leží v údolí řeky Allaine na úplném severu regionu Ajoie na hranicích s Francií. Je nejsevernější obcí kantonu Jura i celého francouzsky mluvícího Švýcarska (Romandie). Staré centrum obce se nachází západně od Allaine, novější obytné čtvrti byly vybudovány podél hlavní silnice.
Centrální část území obce o rozloze 9,0 km² tvoří ploché údolí řeky Allaine, které je široké asi 500 metrů a zařezává se do zvlněné krajiny pohoří Jura v severním Ajoie. Na východě se území obce rozprostírá až k hoře Mont Renaud (506 m n. m.) a na jihu k zalesněným výšinám Le Recet a Le Neu Bois, která je s 548 m n. m. nejvyšším bodem obce. V roce 1997 bylo 12 % území obce pokryto zastavěnou plochou, 41 % lesy a lesními porosty, 46 % zemědělstvím a přibližně 1 % neproduktivní půdou.
K obci Boncourt patří několik samostatně stojících usedlostí. Jedinou sousední obcí Boncourtu ve Švýcarsku je Basse-Allaine, ve Francii sousedí s obcemi Villars-le-Sec, Saint-Dizier-l’Évêque, Lebetain, Delle, Florimont a Courcelles.

## Historie

Letecký pohled (1950)

Boncourt byl poprvé zmíněn v roce 1140 jako Bononis Curia. Jméno pravděpodobně pochází z germánského osobního jména Bobo nebo Boso. Oblast však byla osídlena již v římské době, neboť archeologové objevili na kopci Châtillon jihozápadně od obce pozůstatky římského sídliště.
Hrad Milandre, postavený ve 13. století hrabaty z Montbéliardu, byl v roce 1674 zničen francouzskými vojsky pod vedením maršála de Turenne. Dochovala se pouze věž. Boncourt sdílel pohnutou historii Ajoie, která se v roce 1271 dostala pod správu basilejského knížecího biskupství. Od 16. do 18. století patřila pod panství Bure. V letech 1793–1815 patřil Boncourt k Francii a zpočátku byl součástí départementu du Mont-Terrible, od roku 1800 byl připojen k départementu Haut-Rhin. Na základě rozhodnutí Vídeňského kongresu se obec v roce 1815 stala součástí kantonu Bern a 1. ledna 1979 nově založeného kantonu Jura.
V roce 1974 se obec zapsala do historie, když v předvečer prvního referenda o vzniku nového kantonu Jura vylezli tři separatističtí aktivisté na střechu domu v Boncourtu, aby vztyčili jurský transparent. Soused vypálil několik ran a jedna z nich zasáhla jednoho z aktivistů, místního občana Maurice Wichta, do zad. Ten o dva a půl týdne později svým zraněním podlehl, načež mu více než 3000 separatistů vzdalo poslední poctu.

## Obyvatelstvo
| Rok            | 1850 | 1900 | 1910 | 1930 | 1950 | 1960 | 1970 | 1980 | 1990 | 2000 |
| Počet obyvatel | 647  | 932  | 1026 | 1138 | 1299 | 1493 | 1528 | 1468 | 1354 | 1358 |

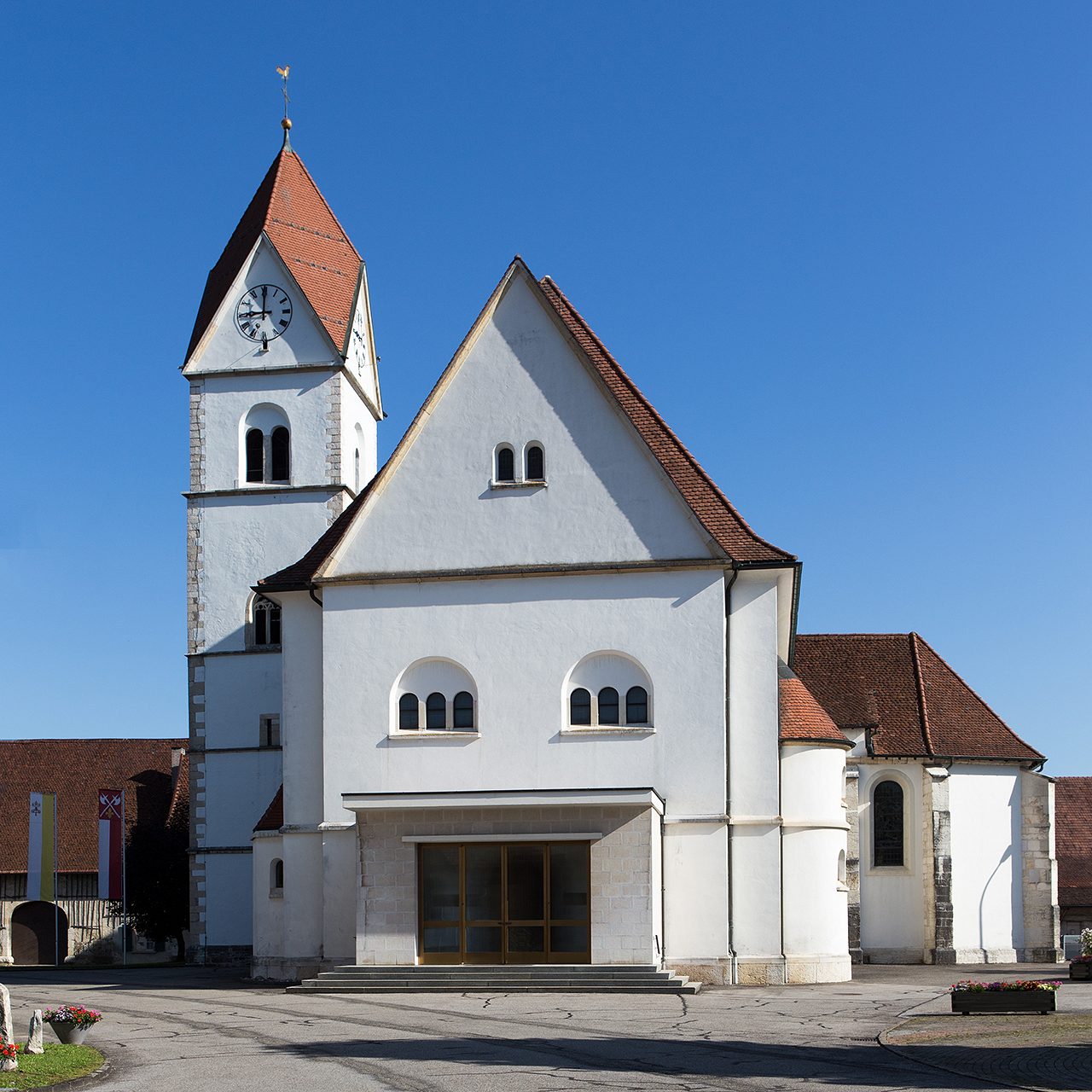
Kostel v obci

Z celkového počtu obyvatel je 96,6 % francouzsky mluvících, 2,1 % německy mluvících a 0,4 % italsky mluvících (stav k roku 2000).

## Hospodářství
Kolem poloviny 19. století se Boncourt změnil ze zemědělské na průmyslovou obec. První významnou továrnou byla tabáková továrna F. J. Burruse založená Martinem Burrusem v roce 1814, která měla rozhodující vliv na rozvoj obce a spolu s otevřením železnice roku 1872 významně přispěly k růstu obce. Továrna na cigarety, dnes patřící firmě British American Tobacco (BAT), kdysi zaměstnávala kolem 600 lidí. Ve 20. století nacházeli obyvatelé obce zaměstnání v příhraničním obchodě a především v Burrusově firmě; Boncourt se tak stal jednou z nejbohatších obcí kantonu Jura. Po prodeji továrny společnosti BAT založil Charles Burrus nadaci Fondation Guilé, která podporuje odpovědnost podniků. Společnost BAT plánovala uzavření továrny na cigarety v Boncourtu v roce 2023. Kromě toho zde provozuje továrnu na hodinky společnost ETA SA Manufacture Horlogère Suisse. Další pracovní místa jsou v pohraničním obchodě a kovovýrobě.

## Doprava

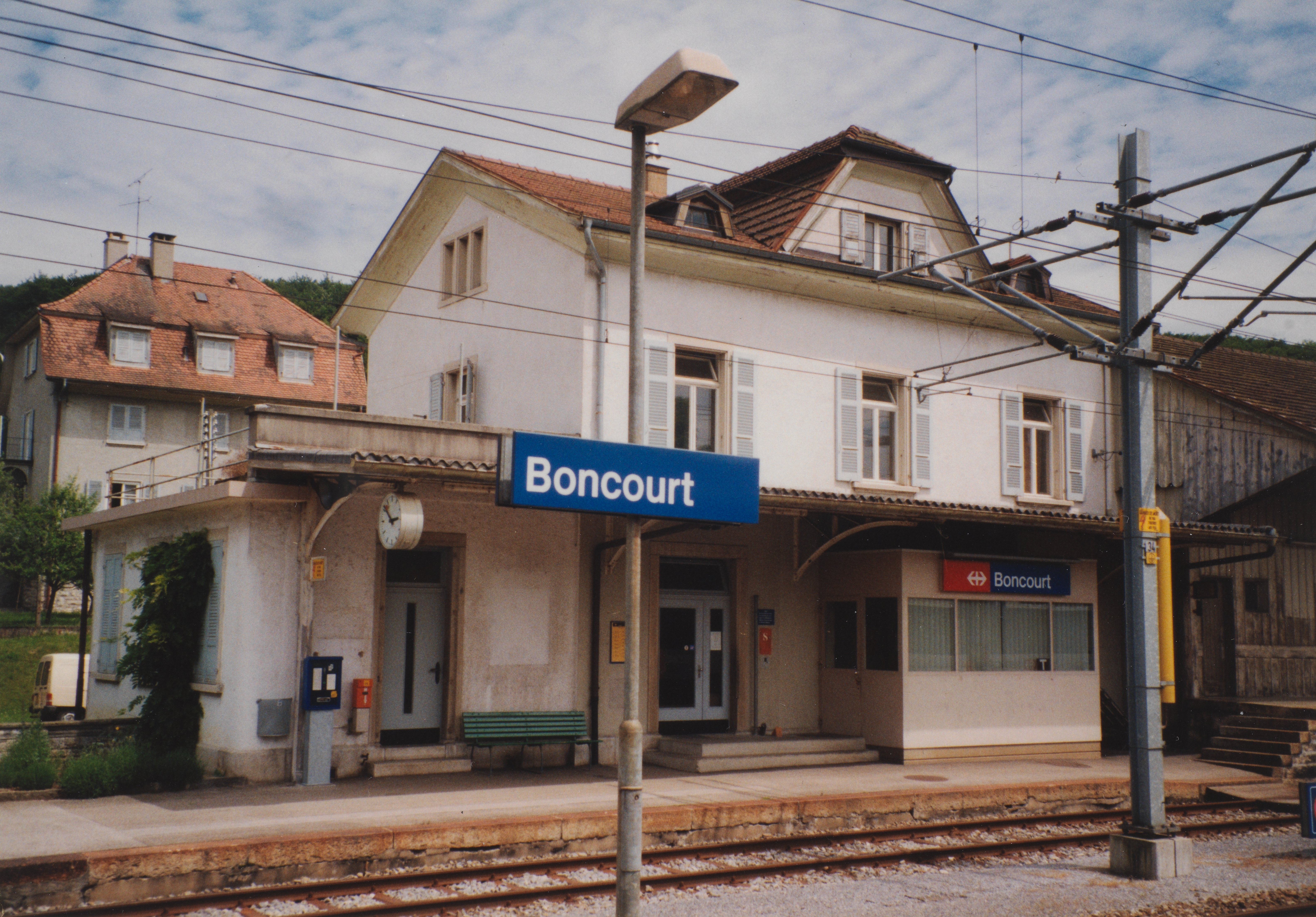
Železniční stanice Boncourt

Boncourt má dobré dopravní spojení. Hraniční přechod Boncourt/Delle je nejdůležitějším přechodem v kantonu Jura na hranici s Francií. Nachází se na hlavní silnici č. 6 z Porrentruy do Belfortu s odbočkou v Delle do Montbéliardu. V rámci výstavby dálnice A16 byl západně od obce vybudován nový hraniční přechod, který spojuje města Belfort a Delémont po souvislé silnici. Dne 23. září 1872 PD otevřelo železniční trať Porrentruy–Delle se stanicí v Boncourtu. Po 11,5 roku trvající přestávce jezdí vlaky mezi Boncourtem a Delle opět od 10. prosince 2006. Trať Delle–Belfort, která má zajistit napojení na budovanou vysokorychlostní trať LGV Rhin-Rhône, byla znovu otevřena 9. prosince 2018.